# Cantone di Lussac-les-Châteaux
Il Cantone di Lussac-les-Châteaux è una divisione amministrativa dell'arrondissement di Montmorillon.
A seguito della riforma complessiva dei cantoni del 2014 è passato da 10 a 25 comuni.

## Composizione
Prima della riforma del 2014 comprendeva i comuni di:
- Bouresse
- Civaux
- Gouex
- Lhommaizé
- Lussac-les-Châteaux
- Mazerolles
- Persac
- Saint-Laurent-de-Jourdes
- Sillars
- Verrières

Dal 2015 comprende i comuni di:
- Adriers
- Asnières-sur-Blour
- Bouresse
- Brion
- Civaux
- Gençay
- Gouex
- L'Isle-Jourdain
- Lhommaizé
- Luchapt
- Lussac-les-Châteaux
- Mazerolles
- Millac
- Moussac
- Mouterre-sur-Blourde
- Nérignac
- Persac
- Queaux
- Saint-Laurent-de-Jourdes
- Saint-Maurice-la-Clouère
- Saint-Secondin
- Sillars
- Usson-du-Poitou
- Verrières
- Le Vigeant